# Stenellipsis
Stenellipsis is een kevergeslacht uit de familie van de boktorren (Cerambycidae). De wetenschappelijke naam van het geslacht werd voor het eerst geldig gepubliceerd in 1874 door Bates.

## Soorten
Stenellipsis omvat de volgende soorten:
- Stenellipsis albomaculipennis Breuning, 1969
- Stenellipsis albosignata Breuning, 1938
- Stenellipsis albosignatipennis Breuning, 1963
- Stenellipsis albovittata Breuning, 1978
- Stenellipsis basicristata Breuning, 1948
- Stenellipsis bimaculata (White, 1846)
- Stenellipsis bipustulata (Montrouzier, 1861)
- Stenellipsis brouni (Bates, 1876)
- Stenellipsis bullata (Bates, 1876)
- Stenellipsis caledonica (Fauvel, 1906)
- Stenellipsis casteli Lepesme & Breuning, 1953
- Stenellipsis costipennis Breuning, 1982
- Stenellipsis cruciata Breuning, 1938
- Stenellipsis crucifera (Fauvel, 1906)
- Stenellipsis cuneata Sharp, 1886
- Stenellipsis flavolineata Breuning, 1938
- Stenellipsis fragilis (Bates, 1874)
- Stenellipsis frontehirsuta Breuning, 1978
- Stenellipsis fuscolateripennis Breuning, 1966
- Stenellipsis fuscomarmorata Breuning, 1975
- Stenellipsis geophila (Montrouzier, 1861)
- Stenellipsis goephanoides Breuning, 1963
- Stenellipsis goephanopsis Breuning, 1978
- Stenellipsis gracilis (White, 1846)
- Stenellipsis grata (Broun, 1880)
- Stenellipsis humerata (Bates, 1874)
- Stenellipsis kaszabi Breuning, 1978
- Stenellipsis latipennis Bates, 1874
- Stenellipsis linearis (Bates, 1874)
- Stenellipsis litterata (Fauvel, 1906)
- Stenellipsis longicollis Breuning & Heyrovsky, 1965
- Stenellipsis longula Breuning, 1940
- Stenellipsis lunigera (Fauvel, 1906)
- Stenellipsis maculata (Montrouzier, 1861)
- Stenellipsis maculipennis Breuning, 1940
- Stenellipsis marmorata Breuning, 1954
- Stenellipsis meckei Mille & Sudre, 2010
- Stenellipsis mediofasciata Breuning, 1982
- Stenellipsis millei Cazères & Sudre, 2010
- Stenellipsis murina (Fauvel, 1906)
- Stenellipsis obscurithorax Breuning, 1978
- Stenellipsis ochraceotincta (Fauvel, 1906)
- Stenellipsis ochreoapicalis Breuning, 1943
- Stenellipsis pantherina Breuning, 1959
- Stenellipsis paracasteli Breuning, 1978
- Stenellipsis parallela Breuning, 1940
- Stenellipsis parasericea Breuning, 1975
- Stenellipsis persimilis Breuning, 1940
- Stenellipsis pictula (Bates, 1876)
- Stenellipsis rufomarmorata Breuning, 1978
- Stenellipsis schaumii (Montrouzier, 1861)
- Stenellipsis sculpturata (Broun, 1915)
- Stenellipsis sericans Breuning, 1940
- Stenellipsis similis Breuning, 1975
- Stenellipsis strandi Breuning, 1940
- Stenellipsis subunicolor Breuning, 1978
- Stenellipsis unicolor Breuning, 1938
- Stenellipsis viridipes Breuning, 1940